# Ратайчак, Станислав Антонович
Станислав Антонович Ратайчак (1894—1937) — советский государственный деятель, начальник Главного управления химической промышленности Наркомата тяжёлой промышленности СССР, фигурант Второго Московского процесса. Расстрелян по приговору суда. Посмертно реабилитирован.

## Биография
Станислав Ратайчак родился в 1894 году в германском городе Хоэнзальца. По национальности немец. Получил высшее образование. С 1914 г. служил в германской армии. В 1915 г. попал в плен в Россию. В 1917—1920 служил в РККА.
В начале 1930-х годов Ратайчак занимал пост начальника Главного управления химической промышленности Наркомата тяжёлой промышленности СССР (Главхимпрома), принадлежал к троцкистско-зиновьевской оппозиции. В 1932—1934 замнаркома тяжелой промышленности СССР. Проживал в Москве, в Коптельском переулке. Ратайчак был арестован 19 сентября 1936 года. Являлся одним из фигурантов Второго Московского процесса.
Согласно версии государственного обвинения, озвученной на процессе Андреем Вышинским, Ратайчак с самого момента своего приезда в Россию был агентом немецких спецслужб. Ратайчаку ставились в вину как заранее спланированные диверсионные акты ряд несчастных случаев, произошедших на химических предприятиях страны в годы его руководства Главхимпромом — два взрыва на Горловском азотно-туковом комбинате, а также на Воскресенском химическом комбинате и Невском заводе, в чём Ратайчак на процессе признался. Также Ратайчак признал своё сотрудничество с немецкой разведкой и факты передачи ей сведений о состоянии и деятельности химических предприятий СССР. Это же подтвердили и другие подсудимые, в частности, Пушин, Пятаков, Норкин, Граше, свидетель Логинов. Андрей Вышинский сказал в своей заключительной речи:
Ратайчак, не то германский, не то польский разведчик, но что разведчик, в этом не может быть сомнения, и, как ему полагается, — лгун, обманщик и плут. Человек, по его собственным словам, имеющий автобиографию старую и автобиографию новую. Человек, который эти автобиографии, смотря по обстоятельствам, подделывает и пересоставляет. Человек, который, будучи заместителем председателя губернского совета народного хозяйства на Волыни, не только покрывает грабительство, воровство и спекуляцию своего подчиненного, но вместе с ним участвует в прямых корыстных преступлениях. По его собственным словам, он состоит на содержании этого вора, растратчика и спекулянта. И вот, этот Ратайчак, со всеми своими замечательными, вскрытыми следствием и судом качествами, становится ближайшим помощником Пятакова по химической промышленности. Химик замечательный!.. Пятаков знал, кого выбирал. Можно сказать, на ловца и зверь бежит. Ратайчак пробирается к большим чинам. Он молчит о двигающих им мотивах и не говорит так болтливо, как это сказал, пожалуй, Арнольд, признавший, что его мучила «тяга к высшим слоям общества». Об этом Ратайчак молчит. Он, конечно, хитрее Арнольда. Он знает, что слово — серебро, а молчание — золото. И вот этот Ратайчак, со всеми своими моральными качествами, оказывается человеком, сумевшим добиться степеней известных. Он начальник Главхимпрома! Надо только вдуматься в то, что значат эти слова: начальник Главного управления всей химической промышленности нашей страны!

Если бы у Пятакова не было никаких других преступлений, то только за одно то, что он этого человека подпустил ближе одного километра к химической промышленности, его надо было привлечь к самой суровой ответственности… На ответственном посту начальника Главхимпрома Ратайчак, этот обер-вредитель, разворачивает свои преступные таланты, пускается в широкое преступное плавание, раздувает паруса вовсю, — взрывает, уничтожает плоды трудов народа, губит и убивает людей…
От защитительной речи, как и все остальные подсудимые, Ратайчак отказался. Вечером 29 января он произнёс последнее слово, в котором попросил суд о снисхождении и сохранении ему жизни. По всем пунктам обвинения Ратайчак был признан виновным. Военная коллегия Верховного Суда СССР приговорила его к высшей мере наказания — смертной казни через расстрел. 1 февраля 1937 года приговор был приведён в исполнение. 13 июня 1988 года Ратайчак был посмертно реабилитирован.